# Atresi
Atresi är ett medicinskt tillstånd av att ett organ saknar öppning, till exempel ovariell follikelatresi som innebär att äggstockar inte kan släppa ifrån sig ägg utan de istället degenereras.
Atresi kan drabba de delar av kroppen som har rörformiga kanaler.